# Ilocos Norte
Koordinaten: 18° 12′ N, 120° 42′ O
Ilocos Norte ist eine Provinz der Philippinen in der Ilocos-Region auf der Hauptinsel Luzon. Die Hauptstadt der Provinz ist Laoag. Die Provinz grenzt an Cagayan und Apayao im Osten sowie Abra und Ilocos Sur im Süden. Westlich von Ilocos Norte befindet sich das südchinesische Meer, im Norden die Luzonstraße und im Osten grenzt die Provinz an die Philippinischen Kordilleren. Derzeitige Gouverneurin ist seit 2010 die Tochter des ehemaligen Diktators Ferdinand Marcos. In dem Gebiet wird hauptsächlich Ilokano gesprochen.
Ilocos Norte ist nicht nur als Geburtsort des ehemaligen Präsidenten Ferdinand Marcos bekannt, sondern auch für seine Sandstrände, wie in Pagudpud, das im Kalbario-Patapat-Nationalpark liegt.

## Städte und Stadtgemeinden
Ilocos Norte ist aufgeteilt in zwei Städte und 21 Stadtgemeinden, welche sich wiederum in 557 Baranggays unterteilen:

### Städte
- Laoag
- Batac

### Stadtgemeinden
| - Adams - Bacarra - Badoc - Bangui - Banna - Burgos - Carasi | - Currimao - Dingras - Dumalneg - Marcos - Nueva Era - Pagudpud - Paoay | - Pasuquin - Piddig - Pinili - San Nicolas - Sarrat - Solsona - Vintar |

## Politik
Für das Repräsentantenhaus der Philippinen verfügt die Provinz über zwei Wahlbezirke.

## Sehenswürdigkeiten
In der Gemeinde Paoay befindet sich die alte spanische Kirche St. Augustine, welche zum Weltkulturerbe der UNESCO (neben drei anderen Barockkirchen) gehört. Der Lake Paoay ist als Nationalpark ausgewiesen.